# Fytol
Fytol is een natuurlijk voorkomend diterpeen en alcohol, met als brutoformule C20H40O. De stof komt voor als een kleurloze olieachtige vloeistof, die niet oplosbaar is in water, maar wel in de meeste organische oplosmiddelen.

## Eigenschappen
Hoewel de molecule veel groter is, is de reactiviteit van de hydroxylgroep vergelijkbaar met die van allylalcohol. Door aanwezigheid van een dubbele binding bestaat er zowel een cis- als trans-isomeer van fytol. Fytaanzuur is een metaboliet van fytol.

## Toepassingen
Fytol wordt gebruikt bij de bereiding van de vitamine E en K1. Het is tevens een afbraakproduct van chlorofyl, waar het als ester in voorkomt. Verder wordt fytol verwerkt in onder andere parfums, cosmetica, shampoos, zepen en detergenten.